# Communauté de communes Plaine Limagne
La communauté de communes Plaine Limagne est une communauté de communes française, située dans le département du Puy-de-Dôme en région Auvergne-Rhône-Alpes.
Située au nord-nord-est du département du Puy-de-Dôme, cette communauté de communes est issue de la fusion des communautés de communes des Coteaux de Randan, de Limagne Bords d'Allier et Nord Limagne et a vu le jour le 1er janvier 2017.

## Historique
Le projet de schéma départemental de coopération intercommunale (SDCI) du Puy-de-Dôme, dévoilé en octobre 2015, proposait la fusion des communautés de communes des Coteaux de Randan, Limagne Bords d'Allier et Nord Limagne. Il est confirmé en mars 2016.
La fusion de ces trois communautés de communes est prononcée par l'arrêté préfectoral no 16-02924 du 13 décembre 2016. La structure intercommunale prend le nom de « Plaine Limagne ».

## Territoire communautaire

### Géographie
La communauté de communes Plaine Limagne est située au nord et au nord-est du département du Puy-de-Dôme.

### Composition
La communauté de communes est composée des 25 communes suivantes :

| Nom                       | Code Insee | Gentilé               | Superficie (km2) | Population (dernière pop. légale) | Densité (hab./km2) |
| ------------------------- | ---------- | --------------------- | ---------------- | --------------------------------- | ------------------ |
| Aigueperse (siège)        | 63001      | Aiguepersirons        | 10,5             | 2 700 (2022)                      | 257                |
| Artonne                   | 63012      | Artonnois             | 17,48            | 923 (2022)                        | 53                 |
| Aubiat                    | 63013      | Aubiadaires           | 14,79            | 1 018 (2022)                      | 69                 |
| Bas-et-Lezat              | 63030      |                       | 12,59            | 346 (2022)                        | 27                 |
| Beaumont-lès-Randan       | 63033      |                       | 5,99             | 315 (2022)                        | 53                 |
| Bussières-et-Pruns        | 63061      | Bussiérois et Prunois | 11,63            | 504 (2022)                        | 43                 |
| Chaptuzat                 | 63090      | Chaptuzatois          | 8,24             | 492 (2022)                        | 60                 |
| Effiat                    | 63143      | Effiatois             | 19,96            | 1 127 (2022)                      | 56                 |
| Limons                    | 63196      | Limonois              | 14,88            | 729 (2022)                        | 49                 |
| Luzillat                  | 63201      | Luzillatois           | 23,19            | 1 157 (2022)                      | 50                 |
| Maringues                 | 63210      | Maringuois            | 22,11            | 3 140 (2022)                      | 142                |
| Mons                      | 63232      |                       | 13,82            | 559 (2022)                        | 40                 |
| Montpensier               | 63240      | Montpensierois        | 7,24             | 467 (2022)                        | 65                 |
| Randan                    | 63295      | Randannais            | 15,65            | 1 622 (2022)                      | 104                |
| Saint-Agoulin             | 63311      | Saint-Agoulinois      | 9,34             | 311 (2022)                        | 33                 |
| Saint-André-le-Coq        | 63317      | Andrésiens            | 18,02            | 554 (2022)                        | 31                 |
| Saint-Clément-de-Régnat   | 63332      | Clémentins            | 15               | 522 (2022)                        | 35                 |
| Saint-Denis-Combarnazat   | 63333      |                       | 10,21            | 247 (2022)                        | 24                 |
| Saint-Genès-du-Retz       | 63347      | Saint-Genestois       | 8,24             | 463 (2022)                        | 56                 |
| Saint-Priest-Bramefant    | 63387      | Saint-Priestois       | 19,06            | 869 (2022)                        | 46                 |
| Saint-Sylvestre-Pragoulin | 63400      | Pragoulinois          | 23,81            | 1 065 (2022)                      | 45                 |
| Sardon                    | 63406      | Sardonais             | 8,41             | 300 (2022)                        | 36                 |
| Thuret                    | 63432      | Thurétois             | 16,66            | 924 (2022)                        | 55                 |
| Vensat                    | 63446      | Vensatois             | 16,11            | 550 (2022)                        | 34                 |
| Villeneuve-les-Cerfs      | 63459      | Villeneuvois          | 9,89             | 506 (2022)                        | 51                 |

### Démographie
| 1968   | 1975   | 1982   | 1990   | 1999   | 2010   | 2015   | 2021   |
| ------ | ------ | ------ | ------ | ------ | ------ | ------ | ------ |
| 15 651 | 15 825 | 16 357 | 16 850 | 17 016 | 19 500 | 20 894 | 21 391 |

## Administration

### Siège
Le siège de la communauté de communes est situé à Aigueperse à la Maison Nord Limagne.

### Les élus
La communauté de communes est gérée par un conseil communautaire composé de 39 membres représentant chacune des communes membres.
La répartition des conseillers par commune a été fixée par l'arrêté préfectoral no 19-01842 du 9 octobre 2019 :
| Nombre de conseillers | Communes                                    |
| --------------------- | ------------------------------------------- |
| 6                     | Maringues                                   |
| 5                     | Aigueperse                                  |
| 3                     | Randan                                      |
| 2                     | Effiat, Luzillat, Saint-Sylvestre-Pragoulin |
| 1 (+1 suppléant)      | les 19 autres communes                      |

### Présidence
| Période                                  | Période                       | Identité        | Étiquette | Qualité                                                                                     |
| ---------------------------------------- | ----------------------------- | --------------- | --------- | ------------------------------------------------------------------------------------------- |
| Les données manquantes sont à compléter. |                               |                 |           |                                                                                             |
| 25 janvier 2017                          | octobre 2017                  | Éric Gold       | LREM      | Maire de Saint-Priest-Bramefant (de 1995 à avril 2017) Sénateur depuis le 24 septembre 2017 |
| 9 octobre 2017                           | En cours (au 15 juillet 2020) | Claude Raynaud, | DVD       | Maire de Luzillat (2001 → )                                                                 |

Le conseil communautaire du 25 janvier 2017 avait élu son président, Éric Gold, et désigné huit vice-présidents : Marc Carrias, Robert Imbaud, Jean-Jacques Mathillon (Randan), Stéphane Bardin, Bernard Ferrière, Didier Chassain, Christian Dessaptlarose et Claude Raynaud.
Une loi organique ne permettant plus de cumuler les mandats de parlementaire et d'élu local (dont président d'EPCI), Éric Gold ayant été élu sénateur le 24 septembre 2017, le conseil communautaire s'est réuni le 9 octobre 2017 afin de désigner le nouveau président, Claude Raynaud (maire de Luzillat).
L'actuel exécutif communautaire se compose ainsi :
Président : Claude Raynaud
1er vice-président chargé de l'économie, de l'agriculture et des centres-bourgs : Marc Carrias
2e vice-président chargé de l'enfance-jeunesse, du social et de la santé : Didier Chassain
3e vice-président chargé de la mutualisation, du numérique et de la proximité : Denis Beauvais
4e vice-président chargé des finances, de la mobilité et de la transition écologique : Luc Chaput
5e vice-président chargé de l'urbanisme, de l'habitat et des gens du voyage : Jean-Jacques Mathillon
6e vice-président chargé de la culture et de la lecture publique : Stéphane Chabanon
7e vice-président chargé de l'environnement et du cycle de l'eau : Stéphane Houssier
8e vice-président chargé du tourisme et de la communication : Bernard Manillère

### Compétences
L'intercommunalité exerce des compétences qui lui sont déléguées par les communes membres. Parmi celles-ci, quatre sont obligatoires (cinq depuis 2018), six sont optionnelles et au moins deux sont facultatives :
Compétences obligatoires
- Actions de développement économique
- Aménagement de l'espace pour la conduite d'actions d'intérêt communautaire
- Aménagement, entretien et gestion des aires d'accueil des gens du voyage
- Collecte et traitement des déchets ménagers et assimilés
- Gestion des milieux aquatiques et prévention des inondations (depuis 2018)

Compétences optionnelles
- Protection et mise en valeur de l'environnement
- Politique du logement et du cadre de vie
- Création, aménagement et entretien de la voirie
- Construction, entretien et fonctionnement d'équipements culturels et sportifs d'intérêt communautaire et d'équipements de l'enseignement pré-élémentaire et élémentaire d'intérêt communautaire
- Action sociale d'intérêt communautaire
- Création et gestion de maisons et services au public…

Compétences facultatives
- Développement touristique
- Politique culturelle et sportive

### Régime fiscal et budget
La communauté de communes est soumise au régime de la fiscalité professionnelle unique.
Par arrêté préfectoral du 22 novembre 2017, elle est éligible à la dotation globale de fonctionnement bonifiée à compter du 1er janvier 2018.
Pour l'année 2022, le budget primitif s'élevait à 11 069 321,93 € en fonctionnement et à 15 441 274,10 € en investissement .

## Projets et réalisations
- Création d'un espace enfance-jeunesse à Aigueperse[6]
- Création d'un espace culturel à Randan[6]
- Création d'un fab lab à Maringues[6]